# Bathrotoma aethalostola
Bathrotoma aethalostola är en fjärilsart som beskrevs av Turner 1946. Bathrotoma aethalostola ingår i släktet Bathrotoma och familjen vecklare. Inga underarter finns listade i Catalogue of Life.